# عساف حمامي
عساف حمامي (بالعبرية: אסף חממי. 2 ديسمبر 1982 - 7 أكتوبر 2023) كان ضابطاً في الجيش الإسرائيلي برتبة عقيد، وكان يشغل منصب قائد اللواء الجنوبي في فرقة غزة. قبل ذلك، شغل منصب قائد لواء النقب، وقائد مدرسة تدريب لواء عوز، وقائد كتيبة تزابار.
قُتل حمامي في كيبوتس نير عام في 7 أكتوبر 2023، خلال عملية طوفان الأقصى واحتجزت حماس جثته في غزة، ولم يُعلن الجيش الإسرائيلي مقتله إلا في 2 ديسمبر 2023. يُعد عساف حمامي إلى جانب إحسان دقسة، وروي ليفي ويوناتان شتاينبرغ، الأرفع رتبة من بين ضباط الجيش الإسرائيلي الذين قتلوا في الحرب الفلسطينية الإسرائيلية 2023.
أصدرت كتائب القسام التابعة لحماس فيديو في 24 مايو 2024 بعد ما يُقارب من 8 أشهر من هجوم 7 أكتوبر، تقول فيه أن عساف حمامي أسير لديها وأُصيب يوم 7 أكتوبر أثناء اعتقاله. ومع ذلك، لم يُظهر الفيديو أي دليل على أن حمامي أسير مُحتجز لديها.